# 大明皇妃 -Empress of the Ming-
『大明皇妃 -Empress of the Ming-』（だいみんこうひ エンプレス・オブ・ザ・ミン、原題：大明风华、英題：Ming Dynasty）は、2019年の中国のテレビドラマ。総製作費100億円。

## 概要
明朝・宣徳帝の治世、国家存亡の危機を救った孝恭章皇后の生涯を描く中国歴史ドラマ。
日本語字幕翻訳は鳥居怜子、植田里依ら。

## 配信および放送
| 配信サイト・放送局 | 地域         | 初回           |
| ------------------ | ------------ | -------------- |
| 湖南卫视           | 中国大陸     | 2019年12月17日 |
| 优酷               | 中国大陸     | 2019年12月17日 |
| Viu                | 香港         | 2019年12月17日 |
| ViuTV              | 香港         | 2020年9月21日  |
| WeTV               | 台湾         | 2019年12月18日 |
| LINE TV            | 台湾         | 2020年4月1日   |
| myVideo影音隨看    | 台湾         | 2020年4月1日   |
| LiTV 在线影视      | 台湾         | 2020年8月14日  |
| 八大第一台         | 台湾         | 2020年11月18日 |
| 8TV                | マレーシア   | 2020年2月19日  |
| WOWWOWプライム     | 日本         | 2020年5月14日  |
| チャンネル銀河     | 日本         | 2021年7月27日  |
| BS12               | 日本         | 2021年12月16日 |
| TOKYO MX           | 日本         | 2022年4月4日   |
| Hub VV Drama       | シンガポール | 2020年7月22日  |

## あらすじ
建文4年（1402年）燕王は、南京城で建文帝の忠臣を粛清し（靖難の役）帝位を簒奪する。両親を殺され妹と生き別れた景若微は、孫愚将軍に引き取られて逆賊の一味となり、復讐のために皇帝暗殺を企てる。

## 登場人物・出演者

### 主な人物
| 役名   | 演                                   | 紹介 | 備考                                                     | 声     |
| 孫若微 | タン・ウェイ （湯唯） 幼年：黄楊鈿甜 | 靖難の遺児→永楽帝の太孫嬪→洪熙帝の皇太子嬪→宣徳帝の皇貴妃→宣徳帝の皇后→英宗正統帝の皇太后→景泰帝の皇太后→英宗天順帝の皇太后→孝恭章皇后（追諡） 本作の主人公。前名・景若微(けいじゃくび)。靖難の変で両親を亡くし妹と生き別れる。父の友人だった孫愚に助けられ、他の遺児たちと共に都を離れて育った。 靖難の変から10年後、永楽帝暗殺一味の一人として都に戻る。一味の隠れ家だった骨董店が捜査された際、一味を探索していた皇孫・朱瞻基に気に入られる。彼の客として招かれた外国使節歓待の宴で、刺客の矢から咄嗟に永楽帝を庇って負傷した。療養のため太子府に留め置かれ、永楽帝と間近に接したことで、徐々に永楽帝一族への恨みが薄れ、建文帝と永楽帝の会談を後押しするなど、恨みを晴らす(敵をとる)のではなく、靖難の遺児が元の生活に戻れるよう尽力する道を選ぶ。 瞻基が皇太孫に冊立されると皇太孫嬪に立てられる。即位前の洪熙帝が監国を務めた際は彼を補佐し、三楊ら大臣とも顔を合わせた。後、宣徳帝の孫皇后。 顔相を観た姚広孝によれば『帝王の相』の持ち主。                      | 史実では永城県主簿・孫愚の娘で、胡氏との血縁関係はない。 | 湯唯   |
| 朱瞻基 | ジュー・ヤーウェン （朱亜文）        | 燕王世孫→永楽帝の皇孫→永楽帝の皇太孫→洪熙帝の皇太子→明五代・宣徳帝 永楽帝の孫。洪熙帝の長子。後、明朝・第五代皇帝 宣徳帝。 靖難の変では、建文帝の旧臣が惨殺される様子を直視するよう、祖父に強いられた。10年後、錦衣衛の『黄大人』として祖父の暗殺を目論んだ一味を探索する中、若微に出会い心奪われる。皇孫時代、若微の前では洒落っ気のある貴公子として振る舞っていた。叔父たちの重石だった祖父の崩御後は、彼らの脅威を前に『身内を殺すな』という祖父の言葉に縛られ、徐々に心を蝕まれていく。 凶相の持ち主であるとされ、姚広孝から身内殺しと短命を予言されている。 |                                                          | 朱亜文 |
| 胡善祥 | ドン・ジアジア （鄧家佳） 幼年：林夕 | 靖難の遺児→宮正司尚儀局女官→宮正司尚儀局副署→永楽帝の皇太孫妃→洪熙帝の皇太子妃→宣徳帝の皇后→三清観の道士→英宗正統帝の太妃→景泰帝の太妃→英宗天順帝の太妃→恭譲章皇后（追諡） 前名・景蔓茵(けいまんいん)。若微の生き別れた妹。靖難の変では混乱の中で朱高熾に助けられ、尚儀の胡氏に預けられる。善祥という名を与えられ、女官として体罰が日常茶飯事の中に育った。後に成人した自分の子に対しても『子供にするようなお仕置き』として体罰を与え、その妻を虐待するようになる。 永楽帝一族への恨みを忘れることはなく、『靖難の当事者・朱家と被害者・景家の血を引く子を皇帝にし、その耳に過去の因縁を吹き込んで苛む』という歪んだ復讐を考えつく。太子府で療養していた姉と再会した際には涙を流して喜んだが、復讐への考え方の違いから彼女とすれ違っていく。瞻基の妃となるため、後ろ盾を求めて漢王に接近。瞻基が皇太孫に冊立されると、皇太孫妃に立てられる。後、宣徳帝の胡皇后。皇后を廃された後は三清観で修業する。 終盤、ある出来事に大きな衝撃を受け、見る影もなく老け込んでしまう。 | 史実では錦衣衛指揮・胡栄の娘で、孫氏との血縁関係はない。 | 鄧家佳 |
| 徐浜   | チャオ・ジェンユー （喬振宇）        | 靖難の遺児→舶前司監事→礼部尚書 |                                                          | 呉凌雲 |

### 明皇室
| 役名   | 演                                       | 紹介 | 備考                                               | 声     |
| 朱棣   | ワン・シュエチー （王学圻）              | 燕王→明三代・永楽帝 瞻基の祖父。洪武帝の四男で建文帝の叔父。 若微と善祥にとっては両親の仇。皇帝という身分と扱いの難しい性格から、身内や側近にとっては常に緊張を強いられる存在。若微や于謙など、興味を持った他人には鷹揚に接する一面もある。 簒奪皇帝であることを気に病んでいるような描写が見られる。三人の息子と孫の瞻基に、身内同士で争わないという誓いを立てさせた。                                                                  |                                                    | 王学圻 |
| 朱高熾 | リャン・グァンホア （梁冠華）            | 燕王世子→永楽帝の皇太子→明四代・洪熙帝 永楽帝の長男。高煦、高燧の同母兄。瞻基の父。 靖難の変では、幼い善祥を助けた。 父帝が草原への遠征を繰り返すため財政管理に頭を悩ませ、高煦から吝嗇家だと嘲笑されている。のらりくらりとしているように見え、息子の瞻基にさえ意気地が無いと言われたこともあるが、実は難しい一族の中でうまく立ち回っており、後に瞻基を恥じ入らせた。父帝からは期待されている。 肥満体で病弱。                          |                                                    | 梁冠華 |
| 張妍   | ウー・ユエ （呉越）                      | 燕王世子妃→皇太子妃→洪熙帝の皇后→宣徳帝の皇太后→英宗の太皇太后→景泰帝の太皇太后→誠孝昭皇后（追諡） 高熾の正室。瞻基の母。 時に愚痴をこぼしながらも、ことあるごとに夫を叱咤激励し、義妹たちとも巧みに付き合う。永楽帝の皇后没後は皇太子妃として後宮の最高位にあり、女官をとりまとめる立場の胡氏や、その養女の善祥と面識がある。 息子の没後は、騒動を起こし彼の寿命を縮めたとして善祥を嫌悪し、ある事件をきっかけに若微とも距離が生じた。 |                                                    | 呉越   |
| 朱高煦 | ユー・ハオミン （兪灝明）                | 漢王 永楽帝の次男。高熾の同母弟、高燧の同母兄。瞻基の二叔父。 瞻基の最大の敵。 |                                                    |        |
| 韋氏   | ロン・ニー （隆妮）                      | 漢王妃 高煦の正室。 夫のため、翁氏と共に太子府を訪れては、張妍からそれとなく太子府の情報を聞き出そうとする。夫婦仲はそれなりに良好であるらしい。 |                                                    |        |
| 朱高燧 | ルワン・ユエンフイ （欒元暉）            | 趙王 永楽帝の三男。高熾、高煦の同母弟。瞻基の三叔父。 |                                                    |        |
| 翁氏   | 呉楠                                     | 趙王妃 高燧の正室。 |                                                    | 趙欣   |
| 朱允炆 | タン・シュエリャン （譚学亮）            | 明二代・建文帝 永楽帝の甥。叔父が起こした靖難の変で皇帝の座を追われ、その後出家する。永楽帝への恨みも忘れ悟りを開く。 |                                                    |        |
| 朱文圭 |                                          | 建庶人 建文帝の次男。 |                                                    |        |
| 朱元璋 | 許翔                                     | 明初代・洪武帝 |                                                    |        |
| 甕妃   |                                          | 洪武帝の妃 |                                                    |        |
| 朱祁鎮 | チャン・イーシン （張藝興） ／ EXOレイ   | 宣徳帝の皇太子→明六代・正統帝→太上皇→明八代・天順帝 若微と瞻基の息子。 | 実母が孫氏か別人か、史書によって記述に違いがある。 | 文森   |
| 朱祁鈺 | リー・シンリャン （李昕亮） 幼年：趙俊程 | 郕王→明七代・景泰帝→郕王→戾王（諡号） 善祥と瞻基の息子。祁鎮の異母弟。 | 史実では、生母は呉氏。                             |        |
| 汪氏   | 胡齢萌                                   | 郕王妃→景泰帝の皇后 祁鈺の正室。 |                                                    |        |
| 朱見深 |                                          | 祁鎮とチムグの息子。後の明九代・成化帝。 | 史実では、生母は周氏。                             |        |
| 朱見済 | 林靖哲                                   | 懐献太子 祁鈺と汪氏の息子。 | 史実では、生母は杭氏。                             |        |
| 安氏   | 趙櫻子                                   | 永楽帝の貴妃 朝鮮の太宗の娘、朴氏の姉。 | 史実では、太宗の娘で明へ嫁いだ者はいない。         |        |
| 朴氏   | 孫驍驍                                   | 永楽帝の貴妃 朝鮮の太宗の娘、安氏の妹。 | 史実では、太宗の娘で明へ嫁いだ者はいない。         |        |

### 明の朝廷
| 役名   | 演                  | 紹介                                                                                     | 備考 | 声       |
| 方孝孺 | 王毅凡              | 儒学者。建文帝の側近。靖難の変の後、朱棣の即位詔書を書くよう迫られて拒絶し、磔にされる。 |      |          |
| 解縉   | 高凱元              | 翰林院大学士。永楽大典の編纂を任される。                                                 |      |          |
| 于謙   | スー・コー （蘇可） | 科挙を通り明の役人に。永楽帝謁見の際に僭越な進言で周りを驚かせる。後に、明の大臣となる。 |      |          |
| 楊士奇 | 張浩                | 明の大臣。「三楊」の一人。                                                               |      |          |
| 楊栄   | 姜洋                | 明の大臣。「三楊」の一人。                                                               |      |          |
| 楊溥   | 楊維奇              | 明の大臣。「三楊」の一人。                                                               |      |          |
| 景清   | 周雲深              | 孫若微(景若微)と胡善祥(景蔓茵)の父。建文帝の臣下。靖難の変で落命。                       |      |          |
| 樊忠   | 郭之廷              | 御前営主帥 永楽帝の代から仕え数々の戦を経験した。祁鎮の遠征に従軍する。                  |      |          |
| 陳文栄 | 郭家諾              | 軍人。祁鎮の遠征に従軍する。                                                             |      |          |
| 徐有貞 | 唐鑒軍              | 明の大臣で占星師。                                                                       |      | 越銘洲   |
| 石亨   | 付磊                | 軍人。初めは祁鎮に、次いで即位した祁鈺に仕える。奪門の変の首謀者の一人。                 |      |          |
| 曹吉祥 | 楊常青              | 宦官。初めは祁鎮に、次いで即位した祁鈺に仕える。奪門の変の首謀者の一人。                 |      |          |
| 石彪   | 申甲哲              | 石亨の甥。                                                                               |      |          |
| 呉瑾   | 黄政賢              | 軍人。                                                                                   |      |          |
| 鄭和   | 李泰                | 宦官。永楽帝の命で大船団を率い、世界を巡った。                                           |      |          |
| 王振   | 黄徳毅 幼年：溫淳棣 | 宦官。祁鎮の側仕え。                                                                     |      | 夏侯落楓 |
| 喜寧   | 昌隆                | 宦官。祁鎮の側仕え。                                                                     |      |          |

### 草原
| 役名           | 演                              | 紹介                                   | 備考 | 声 |
| マフムード     | 曹明華                          | オイラト王 エセンの祖父。              |      |    |
| エセン         | バーサンジャブ 青年期：拉旺羅布 | マフムードの孫。後にオイラト王となる。 |      |    |
| チムグ         | チューニーツーレン              | エセンの娘。                           |      |    |
| バヤン・テムル | 斯力更                          | オイラトの軍人。 エセンの弟。          |      |    |
| トクトア・ブハ | 那仁畢力格                      | モンゴル帝国二十七代ハーン             |      |    |

### その他
| 役名     | 演                          | 紹介 | 声     |
| 孫愚     | ホウ・イェンソン （侯岩松） | 若微の養父。元は朱棣に仕えた京師三営の副将で、景清夫妻の友人。 |        |
| 胡氏     | 師悦玲                      | 宮正司尚儀(最高位の女官) 善祥の養母。張妍が後宮の責任者であるため太子府への出入りがあり、その縁で高熾から蔓茵の養育を任された。蔓茵に善祥という名を与え、女官として厳しく育てる。胡惟庸の親族。善祥には『おば上』と呼ばせている。 | 師悦玲 |
| 姚広孝   | 李昊翰                      | 国師 永楽帝の側近で鶏鳴寺の和尚。 |        |
| 皇甫雲和 | 魏巍                        | 靖難の遺児たちをまとめている人物。 |        |
| 聶興     | 洛桑念扎                    | 靖難の遺児。若微と共に孫愚のもとで育つ。 |        |
| 心眉     | 王偉                        | 女官。善祥の同僚。 |        |
| 安歌     | 顧語涵                      | 心眉の従妹。後に女官として善祥に仕える。 |        |
| 張克倹   | 康杰                        | 張妍の弟。商人。 |        |
| 双喜     | 孫耀琦                      | 女官。太后となった若微に仕える。 |        |
| 景清の妻 | 儲嘉憶                      | 若微と善祥の生母。 |        |

## サウンドトラック
| #  | タイトル                 | 作詞         | 作曲   | 編曲   | 歌         |
| -- | ------------------------ | ------------ | ------ | ------ | ---------- |
| 1. | 「一次心」(エンディング) | 念九児       | 劉鳳瑤 | 趙瑟   | 霍尊、米靚 |
| 2. | 「一次心」               |              |        |        | 霍尊       |
| 3. | 「一次心」               |              |        |        |            |
| 4. | 「生世守護」(挿入歌)     | 劉鳳瑤       | 劉鳳瑤 | 韋吉興 | 双笙       |
| 5. | 「生世守護」             |              |        |        | 米靚       |
| 6. | 「白雲蒼狗」(挿入歌)     | 張挺、董穎達 | 董穎達 |        | 許鶴繽     |
| 7. | 「当時已惘然」(挿入歌)   | 董穎達       | 董穎達 |        | 汪小敏     |
| 8. | 「上古情歌」(挿入歌)     | 董穎達       | 董穎達 |        | 斉豫       |

## 放送リスト
| 第1話 | 引き裂かれた姉妹   | 2021年7月27日放送  | 2021年7月28日  |
| --- | ------------------ | ------------------ | -------------- |
| 建文4年、明の第2代皇帝・建文帝の政策に反発した燕王・朱棣が反乱を起こし、南京を攻め落として第3代皇帝・永楽帝として即位する。この靖難の役で、御史大夫の娘・若微は両親を殺され、妹・蔓茵とも生き別れてしまう。 若微はかつて父親と交流があった孫愚に育てられ、蔓茵は永楽帝の息子・朱高熾と孫・朱瞻基に助けられ宮中で胡尚儀に胡善祥という名を与えられ育てられていた。 時は流れ、親征していた永楽帝が都に凱旋するが刺客の襲撃を受け…。                           |                    |                    |                |
| 第2話 | 危険な賭け         | 2021年7月28日放送  | 2021年7月29日  |
| 錦衣衛（きんいえい）として骨董店を調べた瞻基は、床に落ちていた矢をわざと見逃し、若微と酒楼で会う約束を取りつける。 一方、永楽帝の親征中、留守居を務めていた皇太子の高熾は、その間に扱った文書の提出を求められ、皇帝の信頼を得られなかったと嘆いていた。 約束の日、若微は指定された酒楼へ向かうが、彼女は瞻基を殺すよう命令を受けていた。店には錦衣衛と若微の仲間の双方がいる。一触即発の状態の中で、2人は酒を酌み交わす。                                  |                    |                    |                |
| 第3話 | 虎の親子           | 2021年7月29日放送  | 2021年7月30日  |
| 永楽帝は、皇太子である高熾に虎の親子が描かれた絵を与え、その絵に詩を添えるよう命じる。高熾は、皇太子を辞めたいと皇帝に請願するが激怒される。 一方、若微は瞻基と詔獄に潜入するが、突然第2皇子・朱高煦の視察が入り、間一髪、謎の”陛下”からもらった鍵で脱出する。 その後、瞻基から詔獄の鍵を持っていた理由を問い詰められ困窮した若微は、虎の絵に目をとめ、詩を作る代わりに今夜は質問をしないでほしいと申し出る。                                              |                    |                    |                |
| 第4話 | 帰還の日           | 2021年7月30日放送  | 2021年8月2日   |
| 高煦は皇太子の座を狙うも永楽帝の逆鱗に触れて失敗に終わり、永楽帝は改めて皆の前で皇太子は高熾であると宣言する。 追い詰められた高煦は弟の第3皇子・朱高燧に、自分の配下にある兵と御林軍と錦衣衛とで内外で天地を覆そうと誘うのだった。一方、若微は投獄されている仲間を見捨てることに納得がいかないまま帰還の日を迎える。 そんな若微のもとを瞻基が訪れ、面白い場所があると連れていくが、着いた場所は天牢だった。                                                |                    |                    |                |
| 第5話 | 不穏な動き         | 2021年8月2日放送   | 2021年8月3日   |
| 永楽帝は大業を果たすべく政務に心を砕く一方で、先帝である建文の行方を気にしていた。その頃、天牢に置き去りにされた若微は体調を崩して倒れてしまうが、瞻基に助けられ、治療を施される。 瞻基は若微の求めに応じ、彼女の仲間の聶興を牢から出すことを約束する。一方、皇帝に雲南行きを命じられていた高煦は病気を理由に、いつまでも都に居座っていた。 様子を探りに行った瞻基は、高煦と高燧の行動に不穏なものを感じる。                                               |                    |                    |                |
| 第6話 | くすぶる火種       | 2021年8月3日放送   | 2021年8月4日   |
| 謀反を企て、兵を率い宮廷へ向かった高煦と、火災を起こすべく火薬庫へ向かった高燧。しかしそこには思いもよらぬ展開が待っていた。 永楽帝は2人の息子を謀反の罪に問い、天牢へ入れようとするが、それに強く反対したのは高熾だった。一方、瞻基は約束どおり、若微の仲間を牢から逃がすべく作戦を決行する。 仲間を助けてひと安心の若微であったが、命を粗末に扱う組織の上のやり方に対する怒りは強まる一方だった。                                                        |                    |                    |                |
| 第7話 | 血の誓い           | 2021年8月4日放送   | 2021年8月5日   |
| 瞻基の誘いで骨相を見てもらうことになった若微は、占う和尚が両親の敵である姚広孝だと気づく。 その夜、姚広孝への復讐を誓い屋敷へ忍び込むが、そこへ瞻基や永楽帝が彼を訪ねてきたため暗殺は失敗に終わる。永楽帝は、肉親を殺した罪の意識に苦しんでいた。 そのため息子たちに、決して肉親を殺さないよう誓わせるのだった。そんな中、宮廷では瞻基の妃候補・秀女の選考が行われていた。候補者を近くで見ていた胡善祥はある思いを強くする。                               |                    |                    |                |
| 第8話 | だまし合い         | 2021年8月5日放送   | 2021年8月6日   |
| 瞻基の暗殺に失敗した若微は皇甫雲和と仲間たちに命を奪われそうになる。だが、若微はこれまでの経緯を思い出し、策が失敗に終わったのは自分たちの動向がすべて瞻基たちに露呈していたからだと気がつく。 それを聞いた徐浜は若微に、逆に瞻基にだまされたふりをし続け接近し殺すことを提案するのだった。一方、宮廷では開戦の是非を巡り口論する息子たちに永楽帝が半ば呆れていた。 そんな時、手料理を携えた朴妃が現れる。                                                 |                    |                    |                |
| 第9話 | 大いなる監獄       | 2021年8月6日放送   | 2021年8月9日   |
| 捕らわれの身となったかのように見えた瞻基であったが、実際は陰の人物をおびき寄せるべく、策を講じていた。しかし、結局その人物に会うことはかなわなかった。瞻基は若微を連れて宮廷へ帰る。 一方、皇太子妃の張妍は、息子が連れ帰った女性に会わせてもらえず、ひどく気をもむ。その頃朝廷は、遠洋航海を終え、各国の使者と共に帰還した鄭和を迎えていた。 永楽帝はその成果を喜び、大国の貫禄を使者たちに見せつけるのだった。                                           |                    |                    |                |
| 第10話 | 命の恩人           | 2021年8月9日放送   | 2021年8月10日  |
| 宮中では各国からの使節をもてなすべく園遊会が開かれることに。永楽帝は瞻基に、屋敷に住まわせている女子を連れてくるようにと命じる。 若微が難色を示すと分かっていた瞻基は、若微を牢へ連れていき徐浜と面会させる。彼の説得もあり若微は永楽帝の命を奪うことを目的として、園遊会に出席することを決心するのだった。 園遊会が始まると早速、若微に永楽帝のそばによる機会が与えられる。だが、突然永楽帝を狙う刺客が現れ…。                                            |                    |                    |                |
| 第11話 | 死のふち           | 2021年8月10日放送  | 2021年8月11日  |
| 永楽帝は高煦を呼び出し、高熾から監国の地位を引き継ぐよう命じる。地位を得て有頂天の高煦は、さっそく軍拡のための資金不足を3人の皇子で負担したいと高熾に持ちかけ、彼を困らせる。 一方、矢を受けて刺客から永楽帝を守った若微の意識がなかなか戻らず、朱瞻基はひどく気をもむ。 永楽帝は、数々の戦をくぐり抜けてきた自分が若い娘に守られたことに感じ入り、若微の家族を呼び寄せるようにと瞻基に命じる。                                                            |                    |                    |                |
| 第12話 | 皇帝の苦悩         | 2021年8月11日放送  | 2021年8月12日  |
| ケガをした若微を永楽帝が見舞い、互いの心中を語り合う2人。永楽帝は、靖難の遺児を弾圧した苦悩を吐露する。一方、瞻基は、孫愚、徐浜、聶興に協力を呼びかけ、彼らを都から逃そうとする。 だが高燧が孫愚たちを襲撃し、捕らえてしまう。そんな中、高熾は資金を捻出するため、市中で家具を売る。 その様子を見て憤慨する瞻基に高熾は、皇帝の心中は計り知れないこと、臆病なくらい慎重にしなければ生き残れないことを説く。                                                |                    |                    |                |
| 第13話 | 交換条件           | 2021年8月12日放送  | 2021年8月13日  |
| 朱瞻基は孫若微に、孫愚たちを捜し出し遺児たちのためにも靖難の間違いを正してやると約束するが、金令牌（きんれいはい）を没収されてしまったため、調査は難航していた。 瞻基と散歩に出かけたはずの若微が姚広孝と話している姿を見た永楽帝は、若微に帰りが早かった理由を尋ねる。若微は瞻基が早々に帰った理由を伝え、己の願いも永楽帝に申し出る。 すると永楽帝から意外な答えが返ってくる。一方、宮中では王妃たちが朴妃の懐妊の有無を探っていて…。                    |                    |                    |                |
| 第14話 | 消えた妃           | 2021年8月13日放送  | 2021年8月16日  |
| 瞻基に助けられた孫愚、徐浜、聶興の3人は、鶏鳴寺へ身を隠す。 瞻基は3人に対し、永楽帝と建文を引き合わせることに協力すれば、流罪となった3万人の遺児たちを解放するという取り引きを持ちかけるが、聶興だけは瞻基に協力することを拒み、寺から逃げ出してしまう。 若微は、聶興が出ていったことに強い憤りを感じる。ちょうどその頃、後宮では、皇帝の寵愛を受けていた朴妃が姿を消し、大きな騒ぎとなっていた。                                                          |                    |                    |                |
| 第15話 | 上り始めた階段     | 2021年8月16日放送  | 2021年8月17日  |
| 朴妃失踪の責任を取るにあたり胡尚儀と胡善祥が言い争っていると、朴妃が見つかったとの知らせが届く。そして再び皇太子妃の張妍からのお達しを携えた使者が現れる。 一方、朱高熾は永楽帝の機密の任務を負う瞻基に、永楽帝に対して全幅の信頼を置くのは危険だと説き、瞻基とともに永楽帝に会いに行き、自分の思いを伝える。 その頃、若微たちは永楽帝と建文を引き合わせるための最終確認を進めていた。                                                                     |                    |                    |                |
| 第16話 | 2人の皇帝          | 2021年8月17日放送  | 2021年8月18日  |
| 若微は靖難の遺児たちを救うために、永楽帝と建文の再会に尽力する覚悟を決める。すべてを成功裏に終えたら、徐浜とともに都を離れるつもりでいた若微だが、瞻基は強く引き止めにかかる。 緊迫した状況の中、2人の皇帝たちの再会が進められる。一方宮中では、張妍の後ろ盾を得て昇進を果たした善祥が、祝宴を催す。 次々に挨拶に訪れる者たちは、しきりに善祥に取り入り、破格の金銭を渡してくるのだった。                                                                  |                    |                    |                |
| 第17話 | 姉妹の再会         | 2021年8月18日放送  | 2021年8月19日  |
| 霊山寺からの帰り道、何者かが永楽帝を暗殺しようと襲い掛かる。若微は刺客を矢で射たが、その者が聶興だと気づいて動揺する。 なんとか聶興を助けようとする若微だったが、2人の話は口論に発展し、もみ合いの末に彼女は負傷してしまう。傷ついた若微を自分のもとで養生させた瞻基は、若微との間に運命を感じて別れたくないと思うようになる。 一方、朝儀の結果、永楽帝は高熾を監国に復帰させるが、自分を翻弄する永楽帝のやり方に朱高煦は反発を覚えていた。                |                    |                    |                |
| 第18話 | 妹の決意           | 2021年8月19日放送  | 2021年8月20日  |
| 再会を果たした若微と善祥。若微は善祥から秀女になりたい理由を聞かされその決意を知る。瞻基は永楽帝から若微の生年月日や出自を報告するよう催促され、徐浜に若微を渡すよう申し出るが反発されてしまう。 一方、朱高燧は瞻基と若微のせいで計画が崩れたことに焦りを感じていた。だが同時に瞻基と若微の婚姻を好機と見て、新たな策を考えるのだった。 その頃、瞻基は孫愚のもとを訪れて永楽帝に嘘が見抜かれないような若微の経歴書作りを進めるが…。                        |                    |                    |                |
| 第19話 | 義父の愛           | 2021年8月20日放送  | 2021年8月23日  |
| 若微の経歴を完璧なものにするため、義父の孫愚は自ら命を絶つ決心をし毒をあおる。止めようとした若微が孫愚のもとへ駆けつけたが、間に合わなかった。 靖難の遺児たちを救うことはもちろん大事だが、孫愚の願いは、若微が瞻基に嫁ぐことで幸せになることだった。若微は喪に服し、せめて3カ月は孫愚の墓を守ろうと心に決める。 一方、宮中では瞻基の婚儀の準備が進められていたが、高額な費用に張妍は頭を悩ませていた。                                                    |                    |                    |                |
| 第20話 | 棺の中の皇子       | 2021年8月23日放送  | 2021年8月24日  |
| 永楽帝は「永楽大典」編纂の資金が止まっている理由を高煦に問いただす。 高煦は遷都や「永楽大典」編纂、運河の建設などで出費がかさんでいるところに各地で干ばつが起こり、資金繰りが困難を窮めていると説明するも、すべて監国であった高煦の力が及ばないせいだと永楽帝に叱責されてしまう。 その剣幕に堪忍袋の緒が切れ開き直った高煦は屋敷に戻り、自ら棺桶に見立てた箱の中に閉じこもる。そこに高燧を呼びよせ…。                                                      |                    |                    |                |
| 第21話 | 才人の登場         | 2021年8月24日放送  | 2021年8月25日  |
| 高煦は、高燧に対して裏切りを追及しつつ巧みに脅し、これからも自分の味方でいるように念を押す。宮廷では、科挙の合格者が呼ばれ祝賀会が開かれていた。 しかし合格者の1人である于謙は泥酔状態で出席。国の政策を批判するような詩を詠み不興を買う。永楽帝はその場では断罪せず、後日、論文を書かせることで于謙の真価を見極めようとする。 その頃、若微は、永楽帝から屋敷を授けられ、そこで新たな生活を始める。                                                        |                    |                    |                |
| 第22話 | 如意の行方         | 2021年8月25日放送  | 2021年8月26日  |
| 瞻基は孫愚との約束を守り、若微を妻として大切にしようと心に決めていた。一方、善祥も秀女になることを諦めてはいなかった。 ある夜、善祥は高煦のもとを訪れ、秀女への推薦を取り付けることに成功する。若微と善祥、どちらを正室である皇孫妃に選ぶか瞻基は重大な選択を迫られる。 永楽帝からは瞻基自身の考えに従えと言われ、高熾と張妍は善祥を選ぶことを勧める。選択の日、瞻基の心は決まっていたが…。                                                                |                    |                    |                |
| 第23話 | 暴かれた出自       | 2021年8月26日放送  | 2021年8月27日  |
| 瞻基が善祥に如意を渡したことにより善祥の屋敷はお祝いの雰囲気で満ちあふれていた。そこへ訪れた女官から祝宴の席で聞いた噂話を耳打ちされた善祥は、引っ越しを前に親友である心眉と2人だけで食事をとる。 一方、瞻基がいつものように永楽帝と雑談をしていると話題は皇孫妃選びのことになり、若微の様子を瞻基から聞いた永楽帝は、突然瞻基を叱責する。 その内容に衝撃を受けた瞻基は高熱を出し、よろめきながら屋敷に戻るのだった。                                      |                    |                    |                |
| 第24話 | 苦しい決断         | 2021年8月27日放送  | 2021年8月30日  |
| 瞻基から永楽帝とのやり取りを聞いた若微は、永楽帝と直接話がしたいと瞻基に頼む。瞻基は若微を永楽帝と会わせる前に、自らの決断を永楽帝に伝えに行く。 その頃、冤罪で捕らわれ牢に入れられている解縉は近々特赦が行われるとの噂をどこからか聞きつけ、刑部が提出する名簿に自分の名も記してもらう。 その名簿を見た永楽帝は激怒し、高燧を呼びつけて牢にいる解縉の様子を見に行くよう命じる。そして牢を訪ねた高燧は…。                                                  |                    |                    |                |
| 第25話 | 旅立ち             | 2021年8月30日放送  | 2021年8月31日  |
| 永楽帝は朱高熾から、財政が逼迫していることを理由に戦を中止するよう懇願されるが、結局は自分の意思を通し、出征の命令を発する。 朱瞻基は建築が進む新しい皇宮を視察してくるよう命じられ、孫若微と姚広孝を伴い、順天へ向かう。途上の宿では、意外な人物が刺客として現れるが、一行は何とか無事に順天に到着する。 若微は寺を選びたいという姚広孝のともをし、房山へと登る。山頂に到着した若微は、姚広孝のある決意を知る。                                           |                    |                    |                |
| 第26話 | 草原の覇者         | 2021年8月31日放送  | 2021年9月1日   |
| 瞻基は正式に皇太孫に冊封された。胡善祥は皇太孫妃に、若微は皇太孫嬪に冊封される。永楽帝は瞻基たちを従えて親征に旅立つ。ある日、北方へ進んだ明の軍営にオイラトの首領の孫・エセンが来訪する。 永楽帝は自分の代わりに瞻基を皇帝役に立て、エセンに会わせる。エセンは恭しく謁見するが、実は真の皇帝が誰かを見抜いていた。 エセンの慧眼に永楽帝は恐れを抱く。明とオイラトとの激しい戦いが始まった。                                                               |                    |                    |                |
| 第27話 | 友の正体           | 2021年9月1日放送   | 2021年9月2日   |
| 善祥は女官から、胡尚儀が北京へ来てから様子がおかしいとの報告を受ける。だが胡尚儀をかばい、その報告を一蹴する。しかし心配になり胡尚儀のもとを訪ねると、そこにはかつてとは様子の違う胡尚儀がいた。 その頃、于謙がいる天幕の外では明の兵たちが何者かに襲われていた。その惨状の中、1人椅子に腰かけるハシジュスの姿を見つけた于謙は逃げるよう声をかける。 するとハシジュスは明の兵たちに斬りつけ、あることを于謙に告げ…。                                       |                    |                    |                |
| 第28話 | 隠された記録       | 2021年9月2日放送   | 2021年9月3日   |
| 楊士奇、楊溥、楊栄の3人は、高熾が重い病で寿命が長くないと知り、永楽帝に届けるべき診療録を侍医から奪い隠蔽する。さらに、高熾に黙って朱高煦と朱高燧の息のかかった兵たちも都から排除してしまう。 高煦と高燧が野心をあらわに兵を起こすことを恐れたのだった。一方、戦地にいる瞻基は、進軍が遅々として進まないことにいらだち、不満を言う。 これが癇に障った永楽帝は、来たる三峡での戦いに瞻基を先鋒として立たせる。                                              |                    |                    |                |
| 第29話 | 雪中の戦い         | 2021年9月3日放送   | 2021年9月6日   |
| 三峡での戦いで聶興（じょうきょう）に守られ九死に一生を得た瞻基は、両親宛ての私信と一緒に若微への文を送る。明軍が苦戦を強いられているその頃、宮中では高熾の病状がさらに悪化していた。 公務を執ることは困難だとの侍医の診断に、皇太子妃の張妍（ちょうけん）は戦場から瞻基を呼び戻すべきか善祥と若微に相談を持ちかけるのだが、善祥の言葉を聞いて張妍は声を荒らげる。 一方、戦場では永楽帝が瞻基や于謙の反対を押し切り大砲隊を前進させることを決めるのだった。 |                    |                    |                |
| 第30話 | 覚悟の選択         | 2021年9月6日放送   | 2021年9月7日   |
| 永楽帝の命令により大砲隊の移動を敢行したが、その結果、明軍はエセンの部隊に奇襲され、大量の兵を失うことに。それでも永楽帝は後退を許さず、全力で戦えと命じるばかりだった。 宮中では重病の高熾に代わり、若微が楊士奇たちを相手に政務を取り仕切っていた。ある日、永楽帝は戦地にて体の不調を感じ、自らの死期が近いことを悟る。 そこで、かつて姚広孝が記した予言書を瞻基に見せ、身内で殺し合いをしないよう約束させる。                                           |                    |                    |                |
| 第31話 | 覚悟の選択         | 2021年9月7日放送   | 2021年9月8日   |
| 高煦を即位させるという永楽帝の意向を受け、楊士奇は奏状を起草。提出する前夜に密かに瞻基に見せ、決断を迫る。 明け方、呼び出しを受けた楊士奇は瞻基とともに皇帝のもとへ向かい、高熾の即位を上奏する。2人の決死の訴えを聞いた永楽帝は高熾の即位を認め、この世を去る。 瞻基は永楽帝の死を高煦と高燧に隠し、皇太子の即位を画策するも重病の高熾自身が即位を拒んだため、途方に暮れるのだった。                                                                      |                    |                    |                |
| 第32話 | 新帝の誕生         | 2021年9月8日放送   | 2021年9月9日   |
| 目を覚ました瞻基は再び高熾のもとを訪れる。高熾は瞻基に、自分の即位は一筋縄ではいかないことを言い聞かせ、己の決断を瞻基と張妍に告げるのだった。 その頃、戦場では高煦と高燧が、楊士奇から永楽帝のお達しとする言葉を受け取る。 しかし、近頃の永楽帝の周辺の者や高熾の動きに不信感を持った2人は楊士奇に頼み、今後の戦い方を相談するべく永楽帝の天幕を訪ねる。だが、そこに待っていたのは…。                                                                     |                    |                    |                |
| 第33話 | 遺詔と公印         | 2021年9月9日放送   | 2021年9月10日  |
| 永楽帝の葬儀に参列するため都へ戻った高煦と高燧。永楽帝の崩御をなぜ隠していたのかと新帝である高熾に問いただすが、高熾は国葬が終わってから話し合おうとお茶を濁す。 その後、高煦と高燧は自分たちの息のかかった部隊が地方へ飛ばされてしまい、挙兵することもできずにいた。そこで高煦は皇太子妃の善祥を脅し、協力を求める。 一方、若微は高熾から永楽帝の遺詔に、靖難の遺児について書き加えてもいいと言われ…。                                                    |                    |                    |                |
| 第34話 | 翻された反旗       | 2021年9月10日放送  | 2021年9月13日  |
| 高煦は洪熙帝・高熾が読み上げた先帝の遺詔は偽物だと言い放ち、理由を述べ始める。本物であることは楊士奇が証明できると反論する瞻基に、高燧は意味深な言葉を告げて高煦とともに北京をあとにする。 高熾は高煦たち賊軍と戦にならないよう手を尽くすが、高煦と高燧は皇甫雲和とともに檄文の作成を進め、瞻基もまた高熾の方法に納得できずいらだっていた。 そんなある夜、楊士奇のもとに済南が落とされたとの知らせが届き…。                                                |                    |                    |                |
| 第35話 | 君主の道           | 2021年9月13日放送  | 2021年9月14日  |
| 瞻基は高煦と高燧を武力で抑えようと考えていたが、高熾は楊士奇の身柄を高煦に引き渡したうえ、瞻基を南京に追いやってしまう。 瞻基は南京で高煦たちに対抗できず悶々としていたが、とうとう高熾は危篤に陥る。その知らせを受けた瞻基は、永楽年間の奏状をひもときながら学びを深め、父宛てに文を書く。 高熾はいまわの際で息子の改心を知り、安らかに眠りにつく。翌年、皇帝となった瞻基は高煦が率いる反乱軍と対峙する。                                                 |                    |                    |                |
| 第36話 | 謀反の結末         | 2021年9月14日放送  | 2021年9月15日  |
| 宣徳帝・瞻基は、高煦の奇襲を受けるも、一命を取り留めた。この一件で瞻基は、自軍の多くの兵の肉親が敵軍に属していることに気づく。 帝位を巡る朱家の争いのために、明の兵が同士打ちをしようとしているのだ。考えを改めた瞻基は、無益な戦いを回避するよう敵軍に呼びかけ、ついに高煦を捕らえる。 一方、善祥は、お腹の子が皇太子になる見込みだと知り、得意の絶頂にあった。しかし、思いもかけない悲劇が彼女を襲う…。                                                  |                    |                    |                |
| 第37話 | 灯台下暗し         | 2021年9月15日放送  | 2021年9月16日  |
| 胡善祥は、孫若微が侍医に自分の命を助けさせたと聞く。子を助けず自分だけを助けたのは、善祥の子が皇太子となることに若微が嫉妬したからだと取り乱す。 そして、子を失ったことは誰にも明かせないと侍医を買収し、偽の診療録を書かせるとともに明るみに出ない策を考えさせる。 一方、宣徳帝・朱瞻基のもとを靖難の遺児に関する情報をもった朱高燧が訪ねていた。瞻基は当初、情報を疑うも高燧から詳細を聞き、疑わしき者のもとへ錦衣衛を送るのだった。                     |                    |                    |                |
| 第38話 | 身代わり           | 2021年9月16日放送  | 2021年9月17日  |
| 瞻基は高燧から何者かが皇后の寝宮に入っていったと耳打ちされ、善祥の寝宮を捜索しに行く。すると箱に男が入っているのを発見。 瞻基は男を手引きした者は誰かと善祥を問い詰めるが、そこへ胡尚儀が現れる。その頃、于謙は漢王の朱高煦の屋敷に講義をしに行くがやり込められ、ついには高煦の娘の面倒を見ることを約束させられる。 中南半島の交趾ではレロイが不穏な動きをみせていた。そこで鄭和が再び、航海へと繰り出すことに。                                           |                    |                    |                |
| 第38話 | 身代わり           | 2021年9月16日放送  | 2021年9月17日  |
| 瞻基は高燧から何者かが皇后の寝宮に入っていったと耳打ちされ、善祥の寝宮を捜索しに行く。すると箱に男が入っているのを発見。 瞻基は男を手引きした者は誰かと善祥を問い詰めるが、そこへ胡尚儀が現れる。その頃、于謙は漢王の朱高煦の屋敷に講義をしに行くがやり込められ、ついには高煦の娘の面倒を見ることを約束させられる。 中南半島の交趾ではレロイが不穏な動きをみせていた。そこで鄭和が再び、航海へと繰り出すことに。                                           |                    |                    |                |
| 第39話 | 同志との別れ       | 2021年9月17日放送  | 2021年9月20日  |
| 善祥の禁足を解くよう頼みに来ていた若微に瞻基は、徐浜が鄭和に同行し航海に出ることを告げる。 若微は心を痛めるも徐浜の決意の固さを知り、悲しみをこらえて送り出すのだった。一方、瞻基に不満を抱く高煦は絶食を決め込み屋敷にこもり荒れていた。 高煦の行動に于謙や楊士奇たちは頭を悩ませるが対応する策もなく、高煦と手を組む朝臣たちが朝廷で、瞻基の高煦に対する処罰について批判する事態となるのだった。                                                         |                    |                    |                |
| 第40話 | ２つの生命         | 2021年9月20日放送  | 2021年9月21日  |
| 屋敷で絶食を決め込み怪しい話を繰り返していた高煦だったが、瞻基を連れ込み、太宗の葬儀の席で自分が言ったことが真実かを問いただす。 皇后である善祥は再び瞻基の子を懐妊。だが若微のお腹の子に嫉妬し、姉妹の関係が気まずくなる。 高燧は、オイラトのマフムードや靖難の遺児と高煦の結託の事実を暴き、瞻基を高煦の屋敷へ連れていこうとするが、そこに戦報が入る。己の世となって初の戦に、瞻基は親征を決意するのだった。                                             |                    |                    |                |
| 第41話 | 最後の決戦         | 2021年9月21日放送  | 2021年9月22日  |
| オイラトが侵攻したとの知らせを受け、瞻基は北伐へ出発。自ら出陣し、マフムードが率いるオイラトの主力軍との決戦に挑む。 激しい戦いの末、明は多大な犠牲を出しながらもオイラトに勝利する。蒙古の他部族は明に降伏し、辺境に平和が訪れた。 一方、宮廷では若微と善祥がそれぞれ男子を出産し、都に帰還した瞻基は2人の息子の誕生を喜ぶ。しかし、喜びもつかの間、高燧から文字に残せない報告があると聞き、瞻基は衝撃を受ける。                                          |                    |                    |                |
| 第42話 | 叔父たちの復讐     | 2021年9月22日放送  | 2021年9月23日  |
| 朱祁鈺の満一月を祝う夜、若微は瞻基から、病だと偽って宴には来るなとの言づけを受ける。皇太后も宴に呼ばれていないことを知り不審に思った若微は善祥のもとを訪ねる。 すると瞻基が尋常ではない様子で祁ギョクを高く掲げ、善祥に高煦との関係を問いただしていた。瞻基は善祥から、以前に高煦を北京から逃がした理由を聞かされるが、納得がいかず高煦の屋敷へ行く。 そこで高煦から語られた話に瞻基は激高し、高煦を抹殺せよと命令を下す。                                 |                    |                    |                |
| 第43話 | 新たな皇后         | 2021年9月23日放送  | 2021年9月24日  |
| 皇后を廃された善祥は祁鈺とともに尼寺に送られ、新しく若微が皇后に冊封される。 自らの死期を予感した瞻基は、病弱な朱祁鎮の治療が不可能であれば別の者を皇太子に選び直し、張妍には摂政となって支えるよう後を託す。瞻基は若微の殉葬を望むも、若微は祁鎮のためを思い、数年待ってくれるよう頼む。 瞻基の死後、許されて宮中に戻ってきた善祥は皇太妃に、祁鈺は郕王に冊封される。そして善祥は祁鈺が帝位に就く可能性があることを知る。                                 |                    |                    |                |
| 第44話 | ９歳の皇帝         | 2021年9月24日放送  | 2021年9月27日  |
| ただ床をはいずり回るだけの祁鎮に朝臣たちは困惑していた。若微は朝臣の心ない言葉に激高し、祁鎮に自分の脚で立ち、言葉を話すよう懇願するのだった。 それから数年後、祁鎮は正統帝となる。若微は幼い皇帝を補佐し、奏状への対応に追われる日々を過ごすが、肝心の祁鎮はわがままで横暴な振る舞いを繰り返していた。 ある日、祁鎮が遊んでいた凧を祁鈺が不注意で壊してしまう。祁鎮は祁鈺のことを許すどころか執拗に責め立て…。                                            |                    |                    |                |
| 第45話 | 子だくさんの宦官   | 2021年9月27日放送  | 2021年9月28日  |
| 太皇太后・張妍の弟である張克倹が、宣大一帯の交易の管理者に自分を任命するよう、張妍に頼みに来る。 異例の抜擢をしぶしぶ受け入れた若微だったが、案の定、克倹はあくどいことを始める。時は流れ、祁鎮はすっかり大人になっていた。 若微は祁鎮のお付きの宦官、王振に6人の養子がいるのを突き止め、地安門外の骨董店で行われている官吏との裏取引を暴く。若微は王振を死罪に処そうとしたが、祁鎮は反発するのだった。                                                    |                    |                    |                |
| 第46話 | 新たな戦いの始まり | 2021年9月28日放送  | 2021年9月29日  |
| 克倹の行う略奪は、オイラトとの衝突を招いていた。若微は戦争を回避しようとするが、皇帝・祁鎮やその取り巻きはなかなか同意しない。そんな中、略奪を繰り返す克倹がエセンの娘・チムグによって捕らえられる。 将軍・陳文栄は、オイラトに使者を送り克倹を解放するようエセンに求めるが、克倹に対する遊牧民の恨みは深く、エセンは明との決戦を覚悟の上で、克倹を殺す。 克倹の死を知った祁鎮は、オイラトとの決戦に挑もうとする。                                         |                    |                    |                |
| 第47話 | 深まる溝           | 2021年9月29日放送  | 2021年9月30日  |
| 祁鎮は、皇帝とはいえ自分の思うように政を行えないことにいらだちを覚えていた。 戦を経験してこそ真の皇帝といえると考えた祁鎮はオイラトへの親征を申し出るも、若微に今回の戦はするべきではないと反対されてしまう。 そんな中、張妍は祖廟の前で、若微が女帝の座を狙っていると先祖たちに泣きながら訴える。そして翌朝、祁鎮の本心だという言葉を若微に聞かせる。若微はその内容に大きな衝撃を受けるのだった。                                                         |                    |                    |                |
| 第48話 | オイラトへの親征   | 2021年9月30日放送  | 2021年10月1日  |
| 若微は祁鎮の語る本心に衝撃を受けるも、祁鎮の意を受け入れオイラトに送り出すことを決意した。若微は3人の楊閣老に万全の策を立てさせ、祁鎮の身を守らせることに。 しかしそれを知らぬ祁鎮は、勝手に行程を変更。さらに名声を気にし、あぜ道しか通らぬように兵に通達していた。 将軍の樊忠は、進軍が遅いことに焦り陛下のもとへ行くも会ってもらえない。その頃オイラトでは、明の戦略がすべて明らかになっており徴兵が進められていた。                                    |                    |                    |                |
| 第49話 | 土木の変           | 2021年10月1日放送  | 2021年10月4日  |
| 樊忠が己の誇りを捨てて太監に賂を渡したことで、ようやく祁鎮への謁見が認められる。 樊忠が祁鎮に事の重大さを伝えるも祁鎮はまったく意に介さず、若微からの軍報に逆上し樊忠たちを追い返してしまうのだった。一方、騎兵の準備が整ったオイラトは、悪路をものともせず明軍へ奇襲を開始する。 祁鎮を守るべく樊忠や文栄らが奮闘するが、オイラトからの攻撃を防ぐことができず、祁鎮はオイラトの軍に包囲されてしまい…。                                                    |                    |                    |                |
| 第50話 | 主なき都           | 2021年10月4日放送  | 2021年10月5日  |
| 正統帝・朱祁鎮がオイラトの首領・エセンに捕らえられた。オイラト軍は長城を越え、北京に迫ろうとする。明全土の支配をも目論んでいたのだ。 一方、皇帝を失った明の朝廷は動揺。圧倒的な敵軍に対し、明にはわずかな兵力しかなく、臣下たちは非戦派と主戦派に分裂してしまう。 戦いを回避し、南京へ遷都すべしと主張する徐有貞に対し、于謙は首都・北京を死守し、民を守るべきだと主張する。未曽有の国難を前に、孫若微は苦悩する。                                         |                    |                    |                |
| 第51話 | 中原の女神         | 2021年10月5日放送  | 2021年10月6日  |
| オイラトの捕虜となった祁鎮を切り捨てる覚悟で心を鬼にして、敵と戦うことを決意する若微。 万一に備え、郕王・朱祁鈺へ譲位を考えていると告げ、その母・胡善祥とともに南京へ送り出そうとする。だが、祁鈺は一度出ていくも戻ってきてしまう。 若微は祁鈺の気骨を認め、総指揮権を付与された于謙のもとで弓兵となるよう命じる。そして若微自身が鎧に身を包み、将兵と生死をともにすることを誓い、戦いの火ぶたが切られた。                                                 |                    |                    |                |
| 第52話 | 皇太后の決断       | 2021年10月6日放送  | 2021年10月7日  |
| 一旦は優勢となった明であったが、エセンの弟が命を落としたことによりオイラトが勢いを取り戻し、さらに祁鎮を北京城の前で辱める。 自分の息子であり明の皇帝である祁鎮がオイラトに辱められる姿を目にし、若微は激しく動揺して倒れ、前線の兵たちも士気を削がれてしまう。 兵たちがこの戦は意味がないと感じていることを知った于謙は、伏せる若微のもとを訪れ直訴。母親としてではなく明の皇太后としての決断を迫る。                                                     |                    |                    |                |
| 第53話 | 玉座の重圧         | 2021年10月7日放送  | 2021年10月8日  |
| 若微は我が子である祁鎮を廃することを決心し、皇太妃・善祥の息子の祁鈺を景泰帝として即位させる。 祁鈺はオイラトを追い払うために、明の兵権を持つ于謙を取り込もうとするも失敗。皇帝の命令であっても受けてはならないものもあると言われ憤るのだった。 大晦日の晩餐で祁鈺は、祁鎮が戻ってきた場合、彼に帝位を返す旨を若微に申し出る。自分は郕王に戻るか、民となって母と郊外に住むと言う祁鈺だが…。                                                                |                    |                    |                |
| 第54話 | 捕虜の解放         | 2021年10月8日放送  | 2021年10月11日 |
| 祁鈺からの申し出に若微は愕然とし、皇宮を飛び出してしまう。当てもなく馬車を走らせていると、外から何やら声が聞こえてくることに気づく。 そこは明が捕らえたオイラトの兵たちの収容所であった。石亨から捕虜はいずれ殺すと聞かされた若微は、捕虜たちにある言葉を声高らかに宣言するのだった。 一方、祁鎮とチムグは心の距離を日増しに縮めていた。ある日、祁鎮とチムグが親しげに話しているとエセンが現れ…。                                                          |                    |                    |                |
| 第55話 | 母の祈り           | 2021年10月11日放送 | 2021年10月12日 |
| 祁鈺の独断で、オイラトへの砲撃が開始された。若微は敵陣に捕らわれている祁鎮が殺されかねないと案じ、祁鈺を非難する。徐浜の機転で事態は収束し、オイラトは撤退。 だが、祁鎮は依然としてオイラトに捕らわれていた。徐浜は自ら敵地に赴き、祁鎮のそばで仕えることを申し出る。戦いは終わり、若微は息子の帰還をひたすら祈る。 一方、北京へ帰ってきた善祥は、自分の孫を皇太子に立てることを考えていた。                                                               |                    |                    |                |
| 第56話 | 明かされた事実     | 2021年10月12日放送 | 2021年10月13日 |
| オイラトでは、祁鎮が徐浜を先生と呼び、多くのことを学んでいた。祁鎮は徐浜から春に北京へ帰れそうだと聞くも、チムグとの間に子供が生まれていたこともあり、複雑な思いを抱く。 一方、太上皇である祁鎮から禅譲を授からねば正統な皇帝になれない祁鈺は、そのために息子の立太子ができず焦っていた。 礼法を重んじる礼部との確執を経て、祁ギョクは少しずつたがが外れていく。そんな中、若微は皇后から衝撃の事実を聞かされる。                                           |                    |                    |                |
| 第57話 | 宮中の惨事         | 2021年10月13日放送 | 2021年10月14日 |
| 吹雪が続くある日、エセンが北京へ使者を送り、明と和睦を結ぶとの知らせが祁鎮たちのもとへ届く。それを聞いた徐浜は、喜寧に使者団への同行を願い出るも一蹴されてしまう。 だがチムグの説得により同行できることに。さらに、祁鎮の帰還の障壁となっているものの一つを排除すべく、徐浜らはバヤン･テムルに協力を仰ぎ、先だって宣化城へ密書を届けて欲しいと頼む。 そして徐浜、喜寧を含むオイラトの使者団は北京への道中、宣化城へ立ち寄り…。                             |                    |                    |                |
| 第58話 | 宮中の惨事         | 2021年10月14日放送 | 2021年10月15日 |
| 立太子を祝う宴になかなか姿を現さない皇后と皇太子。宦官が様子をうかがいに行ったところ、毒を飲んで自害していたことが判明し、祁鈺は大きな衝撃を受ける。 深夜、屋根で大声を出していた徐有貞は九門都督府に連行されるが、そこで石亨と出会い、一悶着を起こす。そこへ曹吉祥がやって来て、宮中で起こった大惨事を告げる。 一方で徐浜は、若微がエセンに贈る品物を携えてオイラトへ戻り、エセンに祁鎮を解放するよう頼む。                                               |                    |                    |                |
| 第59話 | 再会               | 2021年10月15日放送 | 2021年10月18日 |
| 祁鎮は北京へ無事に帰還を果たし、チムグと子とともに南宮に住むこととなる。三辞三譲の儀で、祁鎮は自分に復位する意思がないことを皆の前で宣言。 だが、皇帝の祁鈺はその言葉を信じることができない。帰還を祝し、若微を含めた家族だけで開かれているささやかな宴を、興安に探りに行かせるのだった。 宴席では、祁鎮とチムグが、オイラトでの徐浜との様子を若微に話して聞かせていた。そんな時、3人の前に肉料理が運ばれ…。                                               |                    |                    |                |
| 第60話 | 白雪に散る         | 2021年10月18日放送 | 2021年10月19日 |
| 妻子の死から立ち直れずにいた祁鈺。その悲しみは祁鎮に対する恨みへと変わり、幽閉されチムグと子とともに静かに暮らすだけの祁鎮に、謀反の疑いをかける。 そして祁鎮の屋敷を捜索。謀反につながる証拠は何も出てこないが、刀の持ち主としてチムグを連行するのだった。 帝位に未練などない祁鎮だったが、チムグの死により、石亨、徐有貞、曹吉祥と結盟して反逆することを決意する。一方、朝廷では于謙が退官を願い出ていた。                                               |                    |                    |                |
| 第61話 | 奪門の変           | 2021年10月19日放送 | 2021年10月20日 |
| 石亨と徐有貞、曹吉祥らは、祁鎮の復位を画策して謀反を起こし諸門を制圧していく。祁鈺は祁鎮の復位を祝福する言葉を聞くと、丹薬を飲んで自害。 于謙は、祁鈺が登用していた官吏らとともに詔獄に入れられる。祁鎮が徐有貞や石亨に押し切られ、仕方なく于謙の死刑執行を認めると、徐有貞は于謙に会いに行き、新帝へ助命を求めるよう諭す。 だが于謙はかたくなに聞き入れず、辞世の詩歌を遺し、黄泉に旅立つのであった。                                                     |                    |                    |                |
| 第62話 | 永遠なる航海へ     | 2021年10月20日放送 | 2021年10月21日 |
| 若微は、天順帝となった祁鎮に于謙の助命を懇願し続けるも聞き入れてもらえず、祁鎮と親子の縁を断つことに。さらに自らの生い立ちを祁鎮に打ち明け、その場を去るのだった。 ある日、心身ともに衰弱し寝台に伏せている若微のもとを徐浜が訪れ、于謙が生前記した詩を渡す。 国への揺るぎない忠誠心とともに正義を貫き通した于謙に、心を打たれた若微は、于謙に捧げる詩をしたためる。そして徐浜は、ある決意を胸に祁鎮に会いに行き…。                                        |                    |                    |                |